# Esteatosis hepática no alcohólica
La esteatosis hepática no alcohólica se define como la existencia de numerosas vacuolas de grasa en los hepatocitos (células hepáticas). Es una alteración similar a la que se produce en la esteatosis hepática alcohólica, con la diferencia de que el factor causante no es el alcohol. Cuando a la acumulación de lípidos se agrega un estado inflamatorio se denomina esteatohepatitis no alcohólica (EHNA)

## Frecuencia
Debido a que en muchas ocasiones no provoca ningún tipo de síntomas, la enfermedad está infradiagnosticada. Se estima que en los países occidentales puede afectar al 25% de la población, sin embargo la esteatohepatitis es mucho menos frecuente, detectándose en alrededor del 3% de las autopsias.

## Etiología
Aunque las causas son múltiples, el factor que se asocia con más frecuencia a la enfermedad es la obesidad acompañada en ocasiones por diabetes mellitus, aumento de resistencia a la insulina y síndrome metabólico. Menos frecuentemente se debe a medicamentos, sustancias tóxicas o alteraciones congénitas del metabolismo.

## Clínica
En muchas ocasiones no provoca síntomas. El hallazgo más habitual es la elevación en las cifras de transaminasas que se detecta durante la realización de un análisis de sangre. Se considera que la esteatosis hepática no alcohólica es la causa más frecuente de elevación de transaminasas en adultos. En algunos casos se produce aumento del tamaño del hígado (hepatomegalia) y dolor en el hipocondrio derecho por distensión de la cápsula de Glisson.

## Diagnóstico
El diagnóstico se sospecha por los síntomas, antecedentes del paciente, análisis de sangre y pruebas de imagen como la ecografía abdominal. Sin embargo el diagnóstico de certeza solo se puede realizar mediante la práctica de una biopsia hepática y su posterior estudio microscópico. Es el único método que permite diferenciar la esteatosis simple de la esteatohepatitis y puede determinar la intensidad de la fibrosis acompañante.

## Pronóstico
La esteatosis simple tiene un buen pronóstico: apenas da síntomas y no afecta a las expectativas de vida. Sin embargo, en determinados casos, sobre todo cuando existen fenómenos inflamatorios y necrosis observables en la biopsia (esteatohepatitis), puede producirse progresión a fibrosis extensa y cirrosis hepática, la cual sí disminuye las expectativas de vida y aumenta considerablemente la probabilidad de cáncer de hígado. Se cree que la esteatosis hepática no alcohólica es la causante de los casos en que se presenta la llamada cirrosis criptogenética, (cirrosis de causa desconocida que no está originada por el consumo excesivo de alcohol ni por otros motivos como hepatitis B y hepatitis C crónicas).

## Tratamiento
No existe un tratamiento específico que cure la enfermedad. Las medidas terapéuticas se basan en controlar los factores causantes. Es muy importante seguir las recomendaciones generales sobre estilo de vida, alimentación saludable baja en grasas saturadas, bajar de peso si existe sobrepeso u obesidad, aumentar la actividad física, evitar el consumo de alcohol y disminuir el consumo de medicamentos no indispensables.